# Razão de planeio
Razão de planeio ou finesse é o termo que expressa a relação entre a distância que um  objeto em voo aerodinâmico planador (avião, ave, parapente...) percorre horizontalmente em relação a altura que desce, ou seja, a cotangente do ângulo de descida. Uma razão de planeio de 20:1 significa que o objeto avança 20 metros a cada 1 metro que desce.